# Табаско
Табаско (на испански: Tabasco) е един от 31-те щата на Мексико, намира се в югоизточната част на страната. Табаско е с население от 1 989 969 жители (2005 г., 20-и по население), а общата площ на щата е 25 267 км², което го прави 24-тия по големина щат в Мексико. Столицата на Табаско е Виляермоса. На щата е наречен сосът Табаско.